# Bertie Harris
Robert W. Harris (1884) è stato un maratoneta sudafricano.
Partecipò alla maratona dei Giochi olimpici di Saint Louis 1904 ma non riuscì a completarla.